# 桜井梅室
桜井 梅室（さくらい ばいしつ、明和6年11月27日（1769年12月24日） - 嘉永5年10月1日（1852年11月12日））は江戸時代後期の俳人。成田蒼虬、田川鳳朗と共に天保の三大家に数えられる。前職は加賀藩研師。上田馬来に俳諧を学び、秋槐庵4世を襲名、京都、大坂、江戸、金沢を渡り歩きながら活動した。

## 生涯

### 上京前
明和6年（1769年）11月27日加賀国金沢升形に生まれた。幼名は次郎作。天明6年（1786年）16歳で俳諧を志し、当初上田馬来に入門したが、寛政4年（1792年）死去したため、その師高桑闌更に就くも、寛政10年（1798年）闌更も死去したとされる。但し、闌更に直接師事していたことを示す当時の資料はなく、馬来が無名だったため、より高名な闌更に付会されたものとする説もある。
寛政12年（1800年）秋槐庵3世和泉屋李下が早逝すると、2世成田蒼虬の勧めで庵を継いだ。享和元年（1801年）春 京都で蒼虬に挨拶を済ませ、最初の春帖『さるのめん』を刊行して中央俳壇に登り、帰郷した。

### 上京
金沢では家業のため俳諧に専念できず、文化4年（1807年）家業を弟子に譲って上京した。当初清瀬茂良宅に身を寄せ、八木岱李宅で越年した後、文化5年（1808年）3月宇治を訪れ、11月帰京、文化6年（1809年）3月妻子を呼び寄せた。この年から選集『四時行』を毎年刊行するなど活動を本格化させたが、生活は貧しく、七五三長斎編『万家人名録』の版下を書くなどして糊口を凌いだ。
文政2年（1819年）5月須磨、明石、淡路島を旅し、文政3年（1820年）春大坂に転居、9月中国地方を旅し、安芸国で年を越した。

### 江戸下向
文政5年（1822年）守村抱儀により江戸に招かれ、伊勢国、尾張国で交流しつつ三河国吉田で年を越し、文政6年（1823年）4月27日江戸に到着した。
文政7年（1824年）3月鹿島神宮に参詣、文政8年（1825年）2月 利根川筋を旅し、6月帰宅した。文政9年（1826年）剃髪した。文政10年（1827年）3月佐原、東金、新勝寺を巡り、安房国素共庵に逗留した。
文政12年（1829年）3月21日神田豊島町の自宅を焼け出され、5月佐原、東金を再訪した。8月草加宿から日光まで『奥の細道』の行程を辿り、10月帰宅した。天保3年（1832年）5月常陸国小川、安食を旅した。

### 金沢帰郷
天保5年（1834年）2月上槇町の自宅を再び焼け出されたため、5月2日都岐雄、寺田礪山と越中国へ発ち、野村空翠と交流しつつ 、魚津、富山、高岡を経て11月22日金沢に帰郷した。
天保6年（1835年）1月粟津温泉、天保7年（1836年）4月山代温泉、山中温泉、天保8年（1837年）4月完和と七尾、9月大常と本吉浦を訪れた。

### 再上京
天保10年（1839年）礪山に大津義仲寺の松尾芭蕉150回忌引上会式に招かれたのを機に放浪を再開し、京都、大坂を往復後、天保11年（1840年）4月卓大と阿波国、7月金刀比羅宮、別子銅山、8月備前国由加山を巡り、9月帰京した。
天保12年（1841年）牧岡天来から届いた質問状に返信したところ、天来はこの返信をもとに、梅室派の指し合い、去り嫌い、式目軽視を論難する『俳諧七草』を出版した。梅室は『梅林茶談』、門下は『霽々志』『誹諧春の田』『磯の波』を刊行し、天来派の因習性を非難して応戦したが、天保13年（1842年）1月安芸国雅素亭和切が『葉分の風』で両者の論争を非難し、収束した。
天保13年（1842年）8月伊賀国願成寺、文化14年（1843年）9月大坂、10月大津義仲寺で芭蕉遠忌を営み、弘化2年（1845年）伊勢国津梅、伊勢神宮、四日市、嘉永3年（1850年）辰丸と大坂、堺を旅した。
嘉永4年（1851年）二条家から花下宗匠7世襲名の打診があり、石室、寺島杜蓼を上京させ、4月15日の免状を得た。

### 死去
嘉永5年（1852年）6月体調を崩し医師にかかったところ、薬では治らないと告げられた。8月6日病床に就き、9月18日「ひとしづくけふのいのちぞ菊の露」、11月1日旧作「石の戸にいつまで草の紅葉かな」を浄書し、午の刻死去した。
11月3日葬儀が行われ、 寺町通広小路上ル本禅寺に葬られた。法名は方円院梅室日窓居士。金沢の菩提寺慶覚寺にも分骨され、29日供養が行われた。
昭和63年（1988年）から毎年慶覚寺で梅室忌が営まれ、法要、句会、夜話が行われている。

## 号
- 雪雄 – 父雪館から一字を受けたもの[15]。文政11年（1828年）5月普川に譲った[1]。弘化3年（1846年）雨谷に「由岐雄」の号を与えている[1]。
- 槐庵 – 寛政12年（1800年）秋和泉屋李下に代わり襲名し、文化4年（1807年）の上京前後大常、天保14年（1843年）大夢に継がせた[3]。
- 梅室 – 文化6年（1809年）富小路通錦小路上ルに転居時から使用[1]。
- 寒松庵 – 江戸中橋在住時の庵号[10]。
- 素芯 – 天保3年（1832年）頃から使用。後に「素信」とも表記した[3]。
- 余花園 – 天保9年（1838年）古稀の時名乗った[16]。
- 相応軒 – 嘉永2年（1849年）内海淡節に贈った[1]。

## 句集等
- 『さるのめん』 - 寛政13年（1802年）刊[5]。
- 『白峯の春』 - 享和元年（1802年）刊[5]。
- 『春辞』 - 文化4年（1807年）[17]。
- 『四時行』 - 文化6年（1809年）以後年刊[18]。
- 『附合集』 - 文政11年（1828年）成立[1]。
- 『今四歌仙』 - 天保2年（1831年）刊。禾木、桐雨、梅室、小圃4名の句集[18][19]
- 『己之中（こしなか）集』 - 天保5年（1834年）跋。高岡滞在時のもの[20]。
- 『行々子』 - 天保7年（1836年）金沢滞在時、長江屋柏奚編[21]。
- 『梅室両吟稿』 - 天保9年（1838年）刊[22]。
- 『梅室家集』 - 天保10年（1839年）刊[18][23]。
- 『方円俳諧集』 - 天保12年（1841年）卓丈編。『芦雁集』『ふるさとぶり』を合刻する[18][24]
- 『梅林茶談』 - 天保13年（1842年）刊[12][25]。
- 『増補方円句集』 - 天保13年（1842年）成立[1]。
- 『残香小記』 - 天保14年（1843年）編[1]。
- 『かきよせ貝』 弘化2年（1845年）序[26]。
- 『梅室独吟百韻』 - 嘉永3年（1850年）義仲寺、嘉永5年（1852年）北野天満宮に奉納した[27]。
- 『題英発句集』 - 嘉永4年（1851年）刊[13]。
- 『かれぎく集』 - 嘉永6年（1853年）梅室一回忌[28]。
- 『増補掌中梅室発句集』 - 安政4年（1857年）柳壺刊[18]。
- 『梅室俳諧集』 - 江波編[29]。
- 『今人俳諧千題発句集』[30]

## 評価
正岡子規が蒼虬、梅室等の天保以降の俳諧を月並調と酷評して以来、梅室の俳諧は長く顧みられなくなった。もっとも子規は、2人の俳諧が陳腐に見えるのは後世の人が真似て使い古したせいだとも述べるなど、2人の俳諧を必ずしも断定的に批判していたわけではない。

## 句碑
- 「声ほとに威儀もつくらぬ雉子かな」 - 熊谷市歓喜院。
- 「綾むしろ地に敷く月の蘇鉄かな」 - 愛知県半田市有楽町荒川邸内。嘉永5年（1852年）8代当主荒川寄陽により建立[35]。
- 「ひと雫けふの命そ菊の露」- 金沢市宝泉寺境内。日清戦争の戦死者を弔うため 卯辰山に建てられ、後に宝泉寺に移された[36]。
- 「屋の棟にそふて殖けり梅柳」 - 金沢市宝泉寺境内。昭和34年（1959年）11月俳人大河蓼々により建立[36]。
- 「水鳥も船も塵なり鳰のうみ」 - 長浜市良疇寺境内[37]。

## 容貌

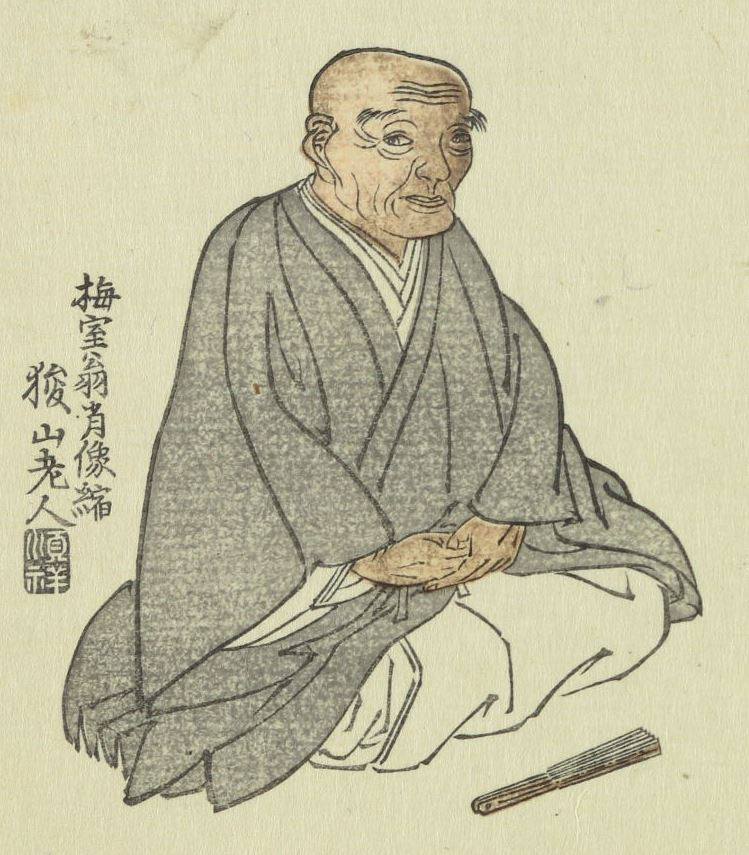
「梅室翁肖像縮」『梅室翁紀念録』

猿面として知られ、処女作『さるのめん』もこれに由来する。淡路国を訪れた際、地元民は「雪雄ならば雪のようによい男だろう」と噂したが、実際に覗き見ると色黒く猿面だったため、腹を抱えて大笑いしたという。

## 親族
祖先は大和国桜井出身で、前田利長に剣術をもって仕え、後に研師を務めた。父桜井新九郎は綿屋希因門下の俳人で、雪館と号した。母は中村家出身で、寛政9年（1797年）没。
上京前の妻は文化11年（1814年）7月2日没。三男は文政2年（1819年）近江国常明寺で出家したとある。他の子供については伝わっていないが、女子がいたともいう。
弘化元年（1844年）6月長男桜井能監が生まれたが、生んだのは初めて上京した時に娶った妻とも、古稀の時養った16歳の美妾ともいう。当初門人内海淡節を養子とし、能監は妙法院村岡家の養子に入れたが、維新後淡節は能監を桜井家に帰らせ、自身は内海姓に復した。